# Henryk Szulc
Henryk Szulc (ur. 11 maja 1928 w Luboniu, zm. 6 czerwca 2012 tamże) – polski botanik.

## Życiorys
Syn Stanisława i Katarzyny z domu Skrzypek. Do 1939 ukończył tylko cztery klasy szkoły powszechnej. Skierowany przez okupanta niemieckiego w wieku 14 lat pracy w warsztatach Zakładów Chemicznych w Luboniu. W 1944 zesłany do przymusowego kopania rowów strzeleckich w rejonie Gostynina. W 1949 zdał maturę w VI Liceum Ogólnokształcącym w Poznaniu i w tym samym roku rozpoczął studia na Uniwersytecie Poznańskim (najpierw na Wydziale Matematyczno-Przyrodniczym, a potem Biologii i Nauk o Ziemi). Naukę (II stopień) kontynuował na Uniwersytecie Wrocławskim, gdzie w 1954 został magistrem (praca: Badania nad mikrostrukturą niektórych rodzajów torfu, opieka prof. Stanisława Kulczyńskiego). 1 marca 1955 rozpoczął pracę jako asystent w Katedrze Botaniki Wyższej Szkoły Rolniczej w Poznaniu. 1 stycznia 1965 został adiunktem. 28 czerwca 1965 uzyskał tytuł doktora (praca: Powstanie i rozwój korka u odmiany korkowej wiązu pospolitego "Ulmus campestris" var. suberosa, promotor: doc. Marian Nowiński). Od 1974 do 1 października 1989 (emerytura) był starszym wykładowcą. Pracował jeszcze przez rok na pół etatu, a potem jako wolontariusz. 

## Osiągnięcia i odznaczenia
Był jednym z głównych organizatorów dydaktycznych punktów konsultacyjnych poznańskiej Akademii Rolniczej w Bydgoszczy, Chodzieży, Pile, Lesznie, Kaliszu, Strzałkowie i Marszewie (od 1984 do 1987 był kierownikiem tego ostatniego). 
Odznaczony został m.in.:
- Złotym Krzyżem Zasługi (1975),
- Odznaką za Zasługi dla Województwa Leszczyńskiego (1982),
- Odznaką za Zasługi dla Województwa Kaliskiego (1987),
- Odznaką za Zasługi dla Wielkopolskiej Organizacji Związku Młodzieży Wiejskiej (1973)[1].

Był członkiem NSZZ Solidarność, Związku Nauczycielstwa Polskiego i Polskiego Towarzystwa Botanicznego (w poznańskiej komisji rewizyjnej tego ostatniego).
Pochowany na cmentarzu parafialnym w Wirach.

## Życie rodzinne
Od 1 grudnia 1955 żonaty z Marią Nowacką (1931-2011), z którą miał troje dzieci: Hannę Marczak (ur. 1958), Lidię Brenską (ur. 1960) oraz Zbigniewa (ur. 1968).